# Имитација
Имитација је опонашање гестова, гримаса и начина понашања неког модела. Резултат је угледања на особу или групу чије су карактеристике сличне потребама које особа која имитира жели да задовољи. У теорији учења један од првих ступњева социјализације када дете имитацијом учи понашање које је карактеристично за породицу, групу или крај у коме живи и за шта добија одговарајућу гратификацију.